# گردآوری سکه
گردآوری سکه (به انگلیسی: Coin collecting) به معنای تهیه مجموعه (کلکسیون) سکه و یا سایر موارد ضرب‌شده توسط حکومت‌ها به عنوان پول قانونی است. 
سکه‌هایی که فقط برای مدتی کوتاه مورد استفاده بوده‌اند، سکه‌های دارای مشکل هنگام ضرب و نیز سکه‌های زیبا و یا ارزشمند از نظر تاریخی از جمله مواردی است که نظر مجموعه‌داران سکه را به خود جلب می‌کند. دقت داشته باشید که مجموعه‌داری سکه با سکه‌شناسی متفاوت است. سکه شناسی به مطالعه و بررسی سکه‌ها می‌پردازد. 
درجه یک سکه تعیین‌کننده ارزش آن است. برخی شرکت‌ها و موسسات در دنیا به ارائه خدمات درجه‌بندی سکه، تعیین اصالت و نیز قرار دادن آن در قاب‌های ویژه می‌پردازند.  
انواع مجموعه سکه